# قهرمان دهکده
قهرمان دهکده فیلمی به کارگردانی و نویسندگی ابراهیم باقری محصول سال ۱۳۴۵ است.

## خلاصه داستان
عده‌ای اوباش که با ارباب و پسرش ارتباط دارند وارد روستا می‌شوند و به آزار و اذیت اهالی می‌پردازند...

## بازیگران
- ناصر ملک مطیعی
- سهیلا
- همایون
- سیمین غفاری
- اکبر خواجوی
- احمد قدکچیان